# Гојдо (Павија)
Гојдо је насеље у Италији у округу Павија, региону Ломбардија.
Према процени из 2011. у насељу је живело 102 становника. Насеље се налази на надморској висини од 96 м.